# Jacob Ludwig Mollath
Jacob Ludwig Mollath (* 3. Februar 1888 in Wiesbaden; † 28. März 1966 in Baden-Baden) war ein deutscher Kaufmann und Politiker (Wirtschaftspartei).

## Leben und Wirken
Mollath besuchte die Volksschule und die neunstufige Mittelschule in Wiesbaden. Dann erlernte er den kaufmännischen Beruf. Danach war er einige Jahre lang als Kaufmann im In- und Ausland tätig, bevor er 1911 einen Fabrikationsbetrieb der Textilbranche in Berlin gründete. In dieser Eigenschaft war Mollath auch Mitglied der Berliner Tapeziererinnung.
Von 1918 bis 1923 war er in leitender Stellung in der behördlichen Organisation der Kohlenverteilung tätig. Parallel dazu wirkte er bis Anfang 1923 als Pressereferent in der preußischen Kohlenwirtschaftstelle in den Marken.
Von 1924 bis 1932 gehörte Mollath für die Reichspartei des deutschen Mittelstandes (Wirtschaftspartei) als Abgeordneter für den Wahlkreis 2 (Berlin) dem Reichstag an. Von August 1931 bis September 1932 bekleidete er dort zudem das Amt des Vorsitzenden der wirtschaftsparteilichen Fraktion. Seit 1924 war Mollath außerdem Mitglied des geschäftsführenden Hauptvorstandes seiner Partei. Als Parlamentarier war er zudem Vorstandsmitglied der deutschen Gruppe der Interparlamentarischen Union.
1926 wurde er Mitglied des Verwaltungsrates der Deutschen Reichspost. Als Journalist setzte Mollath sich insbesondere mit dem Gebiet des Transport- und Verkehrswesens auseinander. Aus diesem Grund wurde er 1927 zum Ehrenmitglied des Reichsverbandes der Deutschen Fuhrbetriebe ernannt. 1931 wurde er schließlich mit dem Amt des Präsidenten der gesetzlichen Spitzenvertretung für den Gewerblichen Kraftverkehr betraut, und seit Mai 1932 war er Vizepräsident des Reichsausschusses der Kraftverkehrswirtschaft und Mitglied des Beirates für das Kraftfahrtswesen im Reichsverkehrsministerium.
Zum 1. Mai 1933 wechselte Mollath in die NSDAP (Mitgliedsnummer 2.597.132).

## Ehrungen
- 1951: Verdienstkreuz am Bande der Bundesrepublik Deutschland